# Ferdinand Krackowizer (Heimatforscher)
Ferdinand Krackowizer (* 11. Dezember 1851 in Gmunden; † 29. Juni 1929 ebenda) war ein österreichischer Arzt, Heimatforscher und Bürgermeister von Gmunden.
Krackowizer ist nicht zu verwechseln mit seinem um sieben Jahre älteren gleichnamigen Cousin, der unter anderem als Schriftsteller und erster oberösterreichischer Landesarchivsdirektor tätig war.

## Leben
Ferdinand Krackowizer, Sohn des gleichnamigen Gmundner Chirurgen, studierte Medizin an der Universität Wien und promovierte 1878 zum Dr. med. Während seines Studiums wurde er 1872 Mitglied des Oberösterreichisch-akademischen Vereins Germania Wien (seit 1923 Akademische Burschenschaft Oberösterreicher Germanen in Wien). Er war als Bahn-, Forst- und Gemeindearzt in Gmunden und Gschwandt tätig. Er war von 1912 bis 1924 Bürgermeister von Gmunden und von 1914 bis 1919 Landtagsabgeordneter. 1908 wurde er zum Ehrenbürger von Gmunden ernannt.
Krackowizer war auch als Mundartdichter und Heimatforscher tätig, er verfasste eine dreibändige von Adolf Fischer illustrierte „Geschichte der Stadt Gmunden“.

## Werke
- Geschichte der Stadt Gmunden in Oberösterreich. Gmunden 1898–1900, 3 Bände: Band 1 (landesbibliothek.at), Band 2 (landesbibliothek.at), Band 3 (landesbibliothek.at).
- Sommertage im Innviertel. k.u.k. Hofbuchdruckerei Jos. Feichtingers Erben, Linz 1894, 31 Seiten.
- An der blauen Donau. Humoresken aus Oberösterreich. Druck und Verlag der Oberösterreichischen Buchdruckerei und Verlagsgesellschaft, Linz 1900, 118 Seiten.